# Georg Hintz
Georg Louis Hintz (29. september 1879 i København - ?) var en dansk atlet og idrætsleder.
Georg Hintz dyrkede løbesporten i Freja København og sidenhen i Odense. Han satte i 1898 og 1903 dansk rekord i 1 timesløb med 15.073km og på 25km landevej med 1:41.15,0 samt 1903 på 10.000 meter med 37:49,5. Han var med ved stiftelsen af Slagelse Idræts-Forening 29. januar 1907 i Schweizerkafeen, hvor han enstemmigt blev valgt til klubbens første formand men rejste allerede i september 1907 fra byen. Han var Dansk Atletik Forbund's formand 1921-1923.
Georg Hintz var cigarsorterer ansat ved Vilhelm Langes Tobaksfabrik i Slagelse senere herrelingerihandler, cigarhandler og cigararbejder i København.
Georg Hintz mor Ane Marie Kirstine Vilhelmine gift Hintz var født i Rendsborg i Tyskland.
| Atletikudøver | Spire Denne biografi om en dansk atletikudøver er en spire som bør udbygges. Du er velkommen til at hjælpe Wikipedia ved at udvide den. |